# Muzyka brazylijska
Muzyka brazylijska – w porównaniu z tradycyjną muzyką innych państw, jest wyjątkowo zróżnicowana, co jest spowodowane otwarciem od samego początku na wpływy z zewnątrz. Odznacza się także powszechnym łączeniem elementów folklorystycznych i współczesnych.
Rozwój muzyki brazylijskiej jest ściśle związany z historią kolonizacji kraju od jego odkrycia przez Europejczyków w roku 1500. Swoje korzenie ma w muzyce dawnej potęgi kolonialnej, Portugalii, w tradycyjnej muzyce sprowadzonych do Brazylii afrykańskich niewolników oraz, choć w mniejszym stopniu, w muzyce rdzennych Indian zamieszkujących dzisiejszy obszar kraju. Rozległość terytorium Brazylii spowodowała duże zróżnicowanie muzyki regionalnej. Na muzykę współczesną silny wpływ mają tradycje muzyczne, zwłaszcza z obrzędów religii afrobrazylijskich oraz bazujące na muzyce afrykańskiej podkreślenie roli perkusji i rytmów synkopowanych.
Brazylijczycy dzielą muzykę na música erudita („muzyka uczona”), obejmującą wszystkie formy muzyki profesjonalnej, w szczególności poważnej oraz música popular, odpowiadającą raczej definicji muzyki popularnej niż muzyki ludowej. W węższym znaczeniu stosuje się termin „música popular Brasileira”, MPB na współczesną muzykę większych miast. Osobliwością MPB jest to, że nie jest związana wyłącznie z kulturą młodzieżową, ale jest słuchana przez wszystkie grupy wiekowe.
Najbardziej znanym stylem muzycznym Brazylii jest samba, grana przede wszystkim w Rio de Janeiro i São Paulo. Dzięki bossa novie, która łączy elementy samby i jazzu, muzyka brazylijska zyskała w latach 50. i 60. międzynarodowy rozgłos. Od lat osiemdziesiątych coraz popularniejsze stawało się samba-reggae z Bahii. Obecnie uznanie słuchaczy zdobywają style pochodzącej z północno-wschodniej części kraju, w szczególności z Pernambuco, łączące regionalne tradycje muzyczne z funkiem, hip-hopem i muzyką elektroniczną.
Z Brazylii pochodzą liczni uznani w świecie jazzu instrumentaliści. Mniejszą rolę odgrywa za to muzyka poważna.

## Korzenie muzyki brazylijskiej

### Dziedzictwo afrykańskie

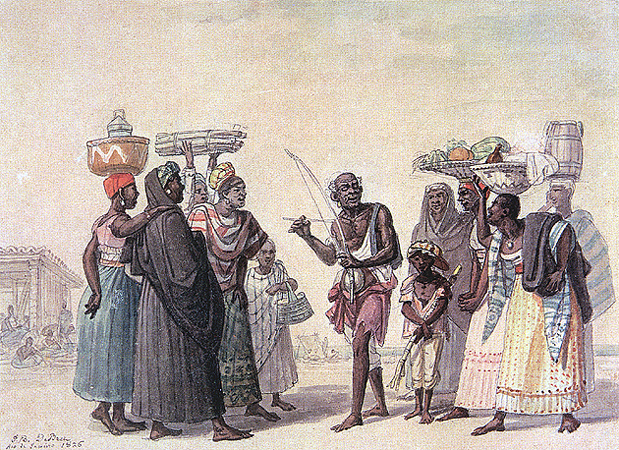
Niewolnik gra na Berimbau. Litografia Jeana Baptiste’a Debreta (1826)

Większość ludności brazylijskiej to potomkowie afrykańskich niewolników, sprowadzanych od XVI do XIX wieku jako siła robocza na plantacje. Najczęściej pochodzili z kolonii portugalskich – Angoli i Mozambiku oraz z tzw. zatoki niewolników w zachodniej Afryce. Właśnie w Brazylii żyje dziś najwięcej ludzi afrykańskiego pochodzenia poza ojczystym kontynentem.
Zachodnioafrykańscy niewolnicy należeli przeważnie do ludów: Joruba, Fon, Ewe i Aszanti, sprowadzani z Angoli i Mozambiku byli przeważnie Bantu. Afrykańskie tradycje muzyczne nie zachowały się w czystej postaci, choćby z racji zróżnicowanego pochodzenia niewolników, a raczej wymieszały, podobnie jak na Kubie, Haiti itd.
Europejczycy ograniczali kultywowanie tradycyjnej kultury przez niewolników, chociaż nie tak zdecydowanie, jak w Ameryce Płn.

#### Charakterystyka muzyki afrobrazylijskiej

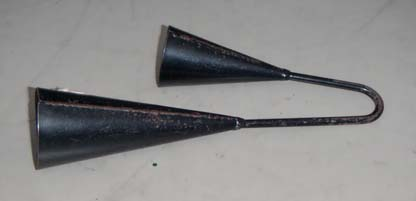
Agogô (albo Cowbell) nadaje strukturę muzyce afrobrazylijskiej poprzez clave

Uwypuklenie roli instrumentów perkusyjnych wywodzi się z muzyki afrykańskiej. Charakterystyczne są polirytmiczne struktury, synkopowane akcentowanie, schemat zawołanie-odpowiedź (call and response) i krótkie improwizacje.
Jak wszędzie, gdzie muzyka latynoamerykańska opiera się na tradycji afrykańskiej, struktura utworów bazuje na clave. W przeciwieństwie do Kuby, motyw ten nie jest grany na drewienkach claves, ale na podwójnych dzwonkach agogo albo na cowbell (gã).
Najważniejszym motywem rytmicznym w muzyce afrobrazylijskiej jest afro-clave, odpowiadający kubańskiemu son-clave. Afro-clave jest typowy m.in. dla samba-reggae i innych stylów muzycznych z regionu Bahia oraz dla rytmu havamunha w muzyce candomblé:

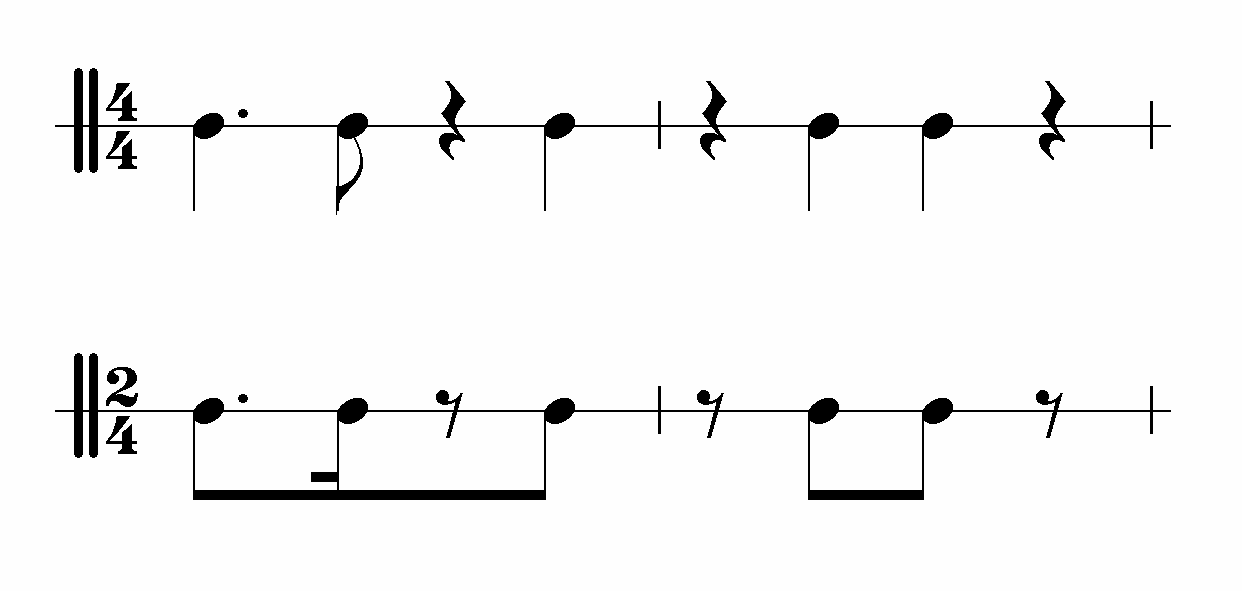

W candomblé clave w metrum 6/8 jest najczęściej używanym rytmem dzwonków:

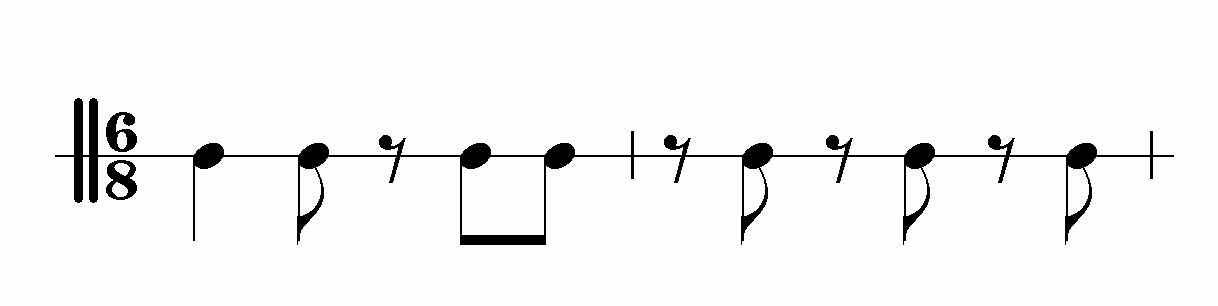

Istotnym elementem rytmicznym samby jest partido alto. Na nim może się opierać cały akompaniament rytmiczny utworu, ale w przeciwieństwie do clave w węższym znaczeniu nie musi być grane dosłownie, może stanowić tylko bazę.

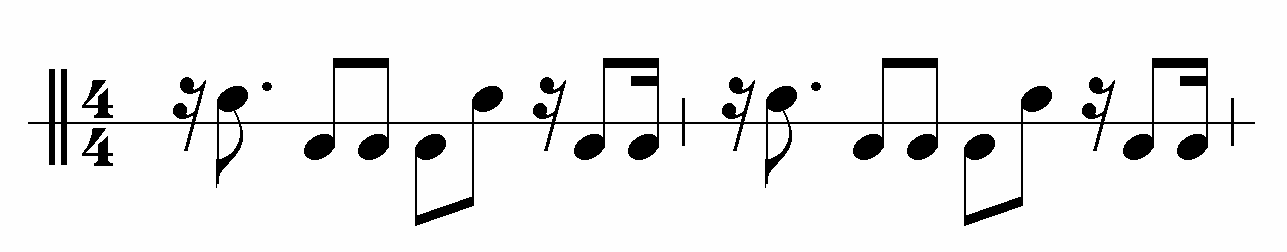

#### Muzyka religii afrobrazylijskich

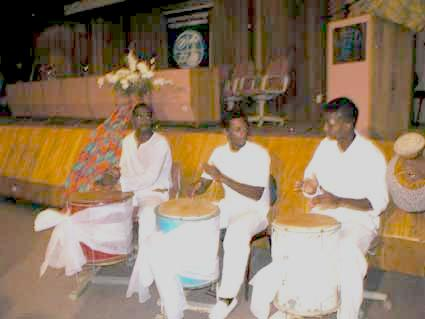
Zespół gra na Ilú podczas nabożeństwa religii xangô w Pernambuco

Afrykańskie tradycje muzyczne wywarły duży wpływ na religie Afroamerykanów Ameryki Południowej. Gra na bębnach, śpiew, klaskanie i taniec są nierozłączną częścią obrzędów.
Duże znaczenie ma szczególnie muzyka religii candomblé. Candomblé łączy różne religie Afryki wraz z katolicką wiarą w świętych oraz elementami wierzeń Indian.
Prócz candomblé istnieją w Brazylii liczne pokrewne religie afrykańskiego pochodzenia. Należą do nich m.in. batuque na południu, xangô na północnym wschodzie i umbanda. Chociaż 90% populacji Brazylii należy do Kościoła katolickiego, połowa równolegle praktykuje także inną religię.
Podobną genezę do candomblé ma kubańska santeria i haitańskie voodoo. Choć te religie przez setki lat były izolowane od siebie i nie wywierały wzajemnych wpływów, to ze względu na zbliżone pochodzenie wykazują liczne podobieństwa muzyczne. Szczególnie wyraźnie słychać to w pieśniach, często wręcz identycznych, różniących się co najwyżej akompaniamentem i instrumentarium.
Muzyka candomblé wykroczyła z czasem poza obrzędy religijne. Instrument afoxé trafił do muzyki popularnej w regionie Bahia, z niej wywodzi się także styl maracatú z Pernambuco. Liczne rytmy przedostały się do música popular brasileira

#### Capoeira

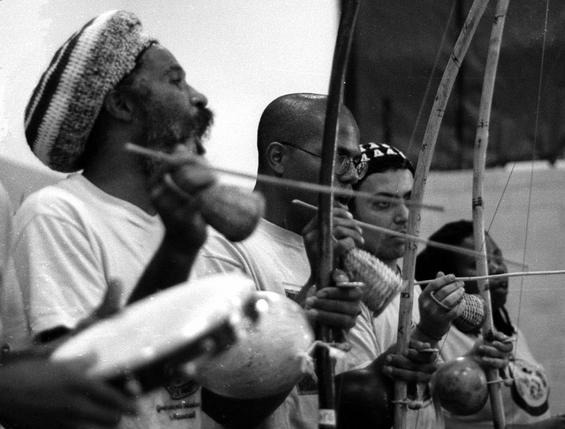
Trzech capoeristas gra na berimbau. Na pierwszym planie pandeiro, za nim xequerê (shekere).

Taniec walki capoeira odgrywa szczególną rolę w kulturze brazylijskiej. Jego pierwsi wykonawcy trafili z Angoli do Brazylii prawdopodobnie już w XVI wieku. Potwierdzenia w źródłach pisanych sięgają przynajmniej do XVIII wieku.
Niewolnikom zabraniano uprawiania sztuk walki, dlatego wykorzystywali akompaniament muzyczny, by pod pozorem tańca ukrywać ich praktykowanie. Berimbau służył nie tylko do akompaniamentu, ale również do ostrzegania za pomocą ściśle określonych rytmów (toques) o zbliżaniu się policji. Capoeira była szczególnie popularna w tzw. quilombos, osadach zakładanych przez zbiegłych niewolników, którzy często zmuszeni byli stawiać opór kolonizatorom i bandom. Po założeniu przez Mestre Bimba w 1932 roku pierwszej akademii capoeiry sport został uznany oficjalnie i ma obecnie status sportu narodowego.
Związki tańca-walki z akompaniamentem są tak silne, iż zawody nigdy nie odbywają się bez muzyki towarzyszącej, granej na berimbau, bębenkach atabaque i pandeiro, shekere (xequerê) oraz reco-reco. Rytmy uzupełniają śpiewy i klaskanie widzów, w kole przyglądających się walce.
Innym tańcem walki jest maculelê, w którym bronią są kijki, służące jednocześnie do odgrywania rytmu.

### Dziedzictwo portugalskie
Muzyczna tradycja Portugalczyków sięga aż po średniowiecze, zaś korzeniami muzyki Półwyspu Iberyjskiego jest głównie muzyka arabska, w mniejszym stopniu także żydowska.
Portugalczycy wzbogacili muzykę brazylijską o muzyką procesyjną, towarzyszącą procesjom w święta katolickie. Śpiewy uzupełniają tamburyny, gitary i solowy instrument dęty.
Prosta forma baletu chegança wywodzi się z galicyjsko-portugalskich villancicos – pieśni towarzyszących tańcom w XVIII w., ale badacze wskazują również jej podobieństwa z menuetem. Przedstawienia opowiadają o walce chrześcijan z Maurami i zawierają także opowieści marynarskie i rycerskie. Poza nimi na święto Trzech Króli wystawia się Reisado i Bumba-meu-boi – opowieść o śmierci i zmartwychwstaniu mitycznego byka, wzbogacona pierwiastkami indiańskimi.
Liryczna modinha ma swoje źródła w pieśniach dworskich i z czasem stała się typową formą piosenek dziecięcych i kołysanek.
Tradycję pieśni trubadurów kontynuują repente na północnym wschodzie kraju i cururu na południu i zachodzie. Mają one formę pojedynków muzycznych, w których dwóch tzw. repentintas, trovadores albo cantadores de viola usiłuje wygrać w improwizowanym pojedynku na muzykę i słowa na zadany temat. Występują naprzemiennie z akompaniamentem własnych viola sertaneja – gitar.
Podobnie wykonuje się emboladę, w której dwóch muzyków towarzyszy w rytmie baião śpiewakom (pandeiros) usiłując pokonać stylem i umiejętnościami przeciwnika.

### Dziedzictwo indiańskie
Współcześnie wpływ muzyki Indian na muzykę, szczególnie muzykę popularną jest równie niewielki, jak na społeczeństwo brazylijskie.
Niemniej wiele określeń stylów zawiera wyrażenie de caboclo pochodzące od nazwy grupy etnicznej i taką też muzykę.
Wyróżnia się m.in. candomblé de caboclo, maracatú de caboclo i sambę de caboclo. W candomblé de caboclo wpływy indiańskie zaznaczają się raczej w wyobrażeniach religijnych, niż w muzyce, która niewiele się różni od candomblé de Angola. W podobnie niskim stopniu muzyka Indian zaznacza się w maracatú i sambie
Na Północnym Wschodzie wykonuje się caboclinhos, czerpiące z tradycji indiańskiej fabularyzowane tańce, za pomocą których jezuici szerzyli wiarę chrześcijańską wśród tubylców. Muzykę prowadzi trio składające się z grających na caixa de guerra (rodzaj małego bębna), potrząsanej rurze i fujarce z akompaniamentem Indian wybijających rytm strzałami i łukami.
Na sertãos w czasie dożynek (festa do umbu albo ritual do ouricuri) wykonuje się prawie niezmienioną tradycyjną muzykę indiańską
Pierwotną muzykę Indian można nadal usłyszeć w Amazonii i w Mato Grosso, głównych rejonach zamieszkanych przez Indian i ich potomków. Najważniejszymi gatunkami muzyki Indian Xingu są pieśni szamańskie i wojenne, śpiewane na przemian przez kilku śpiewaków. Rytm wyznaczają pomruki i przytupy tancerzy.

## Brazylijskie instrumenty muzyczne

### Instrumenty pochodzenia afrykańskiego

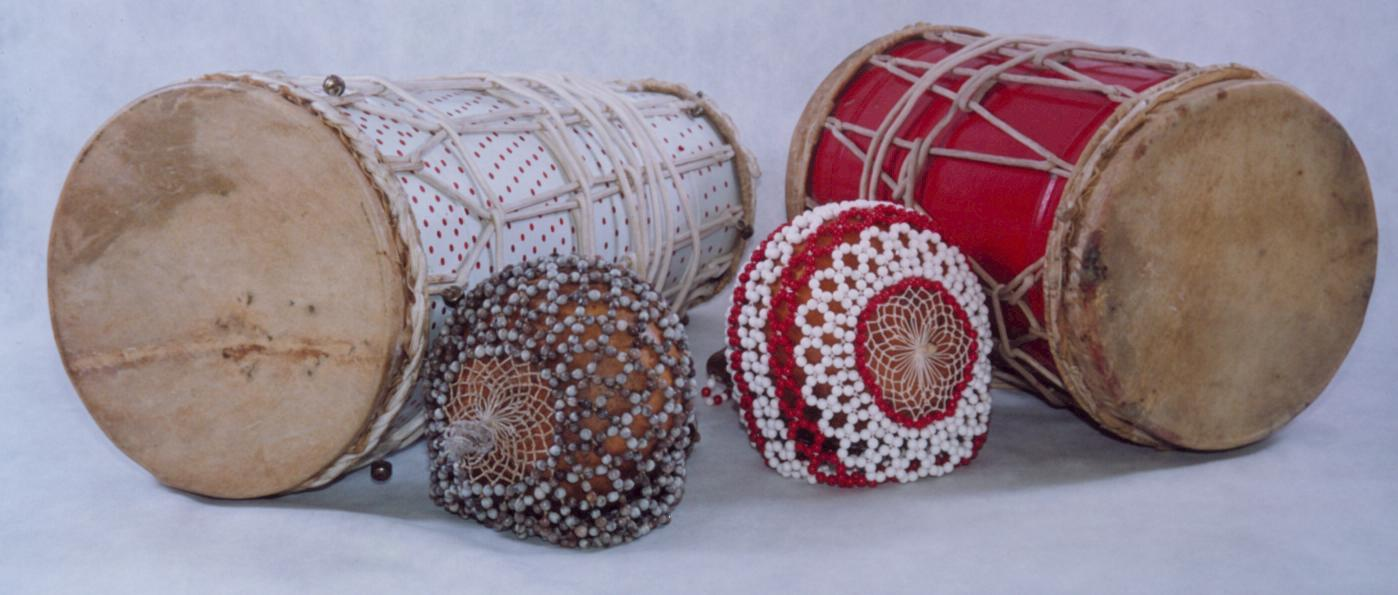
Bębny batuque: ilú – uderzane ręką (z tyłu) i xequerê

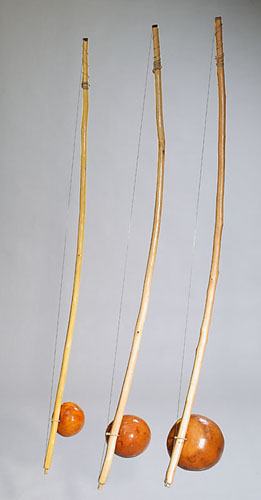
Trzy berimbau nastrojone na różne dźwięki

Spośród instrumentów pochodzenia afrykańskiego najważniejszą rolę odgrywają instrumenty perkusyjne. Część z nich jest wykorzystywana do dziś w oryginalnej formie, inne uległy modyfikacjom. Na najpopularniejszym z nich, atabaque, blisko spokrewnionym z kubańskimi kongami akompaniuje się capoeirze oraz gra do dwóch rodzajów samby: samba de roda i samba de caboclo. W muzyce candomblé pojawia się kocioł solowy rum, na którym gra się jednocześnie lewą ręką i pałką trzymaną w prawej ręce. Tą samą techniką gra się na repinique. Sposób gry na werblach rumpi i lê różni się w zależności od narodowości użytkowników świątyni candomblê – dłońmi bądź pałkami.
Niezwykłym instrumentem jest łuk muzyczny berimbau, najważniejszy instrument w capoeirze. Berimbau wywodzi się z centralnej Afryki i Angoli.
Berimbau: fragment Toque de angolaⓘ
Do grupy idiofonów należą grzechotki xequerê, caxixi i lejkowate dzwony agogô, niezmieniane od lat. Specyficznym, ze względu na budowę i technikę gry rodzajem werbla jest cuíca, często spotykany w sambie.
Cuíca – przykład 1ⓘ Cuíca – przykład 2ⓘ

### Instrumenty pochodzenia portugalskiego
Do instrumentów pochodzenia portugalskiego zalicza się wszystkie instrumenty tradycyjnej portugalskiej muzyki ludowej, europejskich orkiestr tanecznych i dętych.

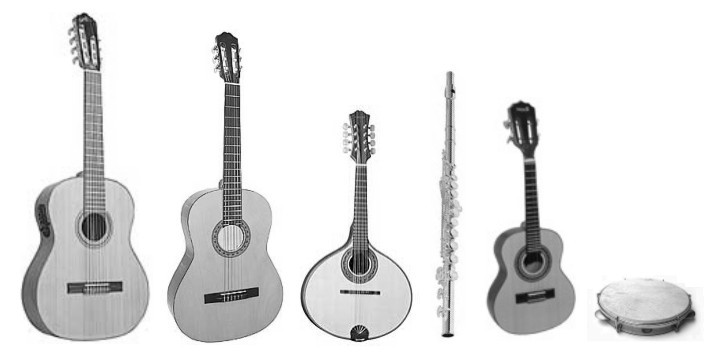
Typowo instrumenty w choro – siedmiostrunowa gitara, gitara klasyczna, mandolina, flet, cavaquinho i pandeiro

Szczególnie popularne w muzyce brazylijskiej są instrumenty szarpane. W choro oprócz gitary i gitary basowej pojawiają się także mandoliny, gitary siedmiostrunowe violão de sete cordas i cavaquinho oraz inne instrumenty rzadko spotykane w Europie. Cavaquinho jest instrumentem charakterystycznym dla muzyki Brazylii, szeroko wykorzystywanym do oprawienia samb w linię melodyczną.
Akordeon i jego wariacja sanfona pojawia się w forró i lambadzie.
Liczne instrumenty perkusyjne wywodzą się z instrumentów wykorzystywanych w europejskich orkiestrach dętych, np. surdo, caixa, repinique (samba, samba reggae, afoxé) i alfaia (maracatú).
Za najpopularniejszy i najbardziej „brazylijski” instrument uważa się pandeiro, wykorzystywany w sambie, muzyce Północnego Wschodu (música nordestina) i capoeirze. Choć tamburyn pandeiro pojawił się w Brazylii wraz z Portugalczykami, to jest to instrument arabski, przywieziony przez Maurów na Półwysep Iberyjski.

### Instrumenty pochodzenia tubylczego

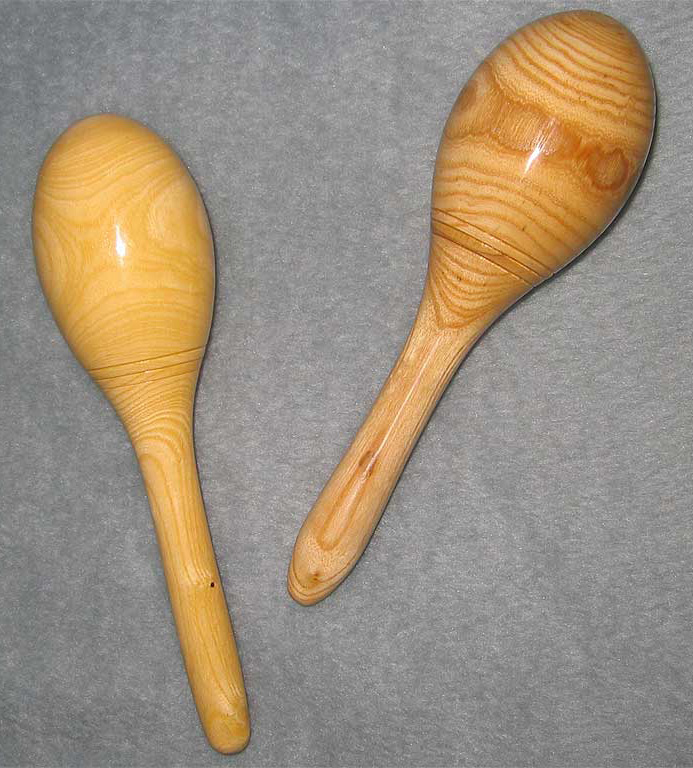
Marakasy należą do nielicznych instrumentów tradycyjnych Ameryki Południowej, które zyskały popularność

Ze względu na niewielki wpływ muzyki etnicznej tylko kilka instrumentów zostało przejętych przez muzykę brazylijską. Najważniejsze to marakasy i caxixi oraz inne grzechotki. Música nordestina wykorzystuje także indiańskie flety i gwizdki.
Brzmienie marakasówⓘ
Indianie w swojej tradycyjnej muzyce wykorzystują instrumenty dęte (syringi – fletnie Pana z bambusu o długości do 2,2 metra), rurki bambusowe, którymi grający uderza o ziemię, tam-tamy, czuryngi i różnego rodzaju grzechotki.

## Regionalne style muzyczne

### Rio de Janeiro i São Paulo

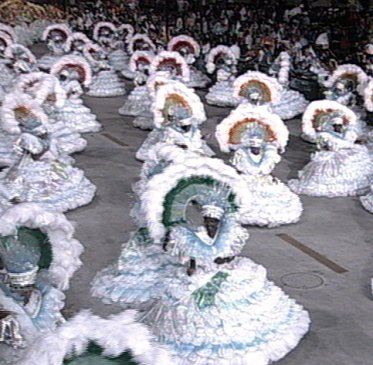
Tancerki samby na sambodromie w Rio de Janeiro

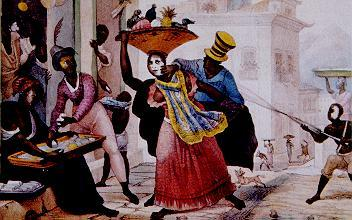
Karnawał ma swoje korzenie w portugalsko-katolickiej tradycji, Afrobrazylijczycy świętują go od XIX wieku. Litografia Jeana Baptiste Debreta z ok. 1826

Rio de Janeiro i São Paulo są głównymi centrami brazylijskiej gospodarki i przemysłu rozrywkowego. Właśnie dlatego w nich kształtują się mody muzyczne, obejmujące później całą Brazylię. Oba miasta przyciągają z drugiej strony muzyków z odległych regionów kraju, którzy popularyzują regionalne style muzyczne.
Odnosi się to także do samby, która powstała około 1920 roku w Rio de Janeiro i której głównymi ośrodkami dzisiaj są Rio i São Paulo. Sambę można więc traktować zarówno jako muzykę regionalną, jak i ponadregionalny styl muzyczny. Spośród wielu wariantów wybija się samba-enredo, prezentowana przez największe szkoły samby w okresie karnawału.

#### Karnawał w Rio
W latach pięćdziesiątych pochód szkół samby zdominował lokalny karnawał w centrum Rio. Współcześnie uważa się karnawał w Rio de Janeiro (carnaval carioca) za największy festyn świata. Pochód szkół, zwany desfile z setkami muzyków i tancerzy tańczących samba enredo transmituje telewizja. Regulamin zabrania grania na instrumentach dętych, jedynym instrumentem melodycznym towarzyszącym śpiewom jest cavaquinho.
Punktem kulminacyjnym jest wejście pochodu na sambodrom, zbudowany w 1984 według projektu Oscara Niemeyera i mieszczący 60 tys. widzów. Jury ocenia poszczególne grupy według ściśle wcześniej ustalonych kryteriów. Czołowe szkoły i kompozytor zwycięskiej samby cieszą się w całej Brazylii wysokim prestiżem, najgorzej ocenione szkoły tracą popularność i upadają, a na ich miejscu pojawiają się kolejne.
W Rio istnieją 44 szkoły samby, liczące niekiedy po kilka tysięcy członków, które oprócz przygotowań do karnawału działają na rzecz lokalnych społeczności w dzielnicach albo fawelach. Ze względu na wysokie koszty organizacji pochodu, kosztowne kostiumy i bogato przyozdobione pojazdy, a także z powodu dużego zainteresowania turystów karnawał w Rio jest silnie skomercjalizowany i powiązany z mafią, która wykorzystuje szkoły samby do prania brudnych pieniędzy.

### Bahia
Chociaż z geograficznego punktu widzenia Bahia należy do Północnego Wschodu, region ten jest traktowany jako oddzielny region kulturalny. Bahia jest tym obszarem Brazylii, w którym afrykańska spuścizna jest bardzo ważna ze względu na identyfikację z afrykańskimi korzeniami większości mieszkańców. Centrum kulturalnym jest Salvador da Bahia, do 1763 roku stolica Brazylii.
W żadnym innym miejscu nie słychać tyle muzyki candomblé, co w Salvadorze. Na rytmie candomblé zwanym ijexá opiera się styl afoxé, grany podczas karnawału i z okazji świąt przez duże grupy perkusistów (blocos) na ulicach.
Ze stopienia afoxé i bahijskiej wersji samby z karaibskim reggae powstała w latach 80. XX w. samba reggae, jeden z najpopularniejszych gatunków muzyki brazylijskiej, także zagranicą. Odtąd wykorzystuje się także przenośne bębenki timba.
Salvador jest silnym ośrodkiem música popular brasileira – brazylijskiej muzyki popularnej. Stąd pochodzi wielu z najbardziej znanych brazylijskich muzyków, jak np. Dorival Caymmi, João Gilberto i Gilberto Gil. Nurt tropicália tworzyli przede wszystkim muzycy pochodzący z Bahii. Od wczesnych lat 90. określa się muzykę bahijską, która zyskała popularność w całym kraju, mianem axé. Najbardziej znanym zespołem samba reggae jest „Timbalada” z Carlinhos Brownem, która czerpie także z funku i hip-hopu.

#### Karnawał w Salvador da Bahia

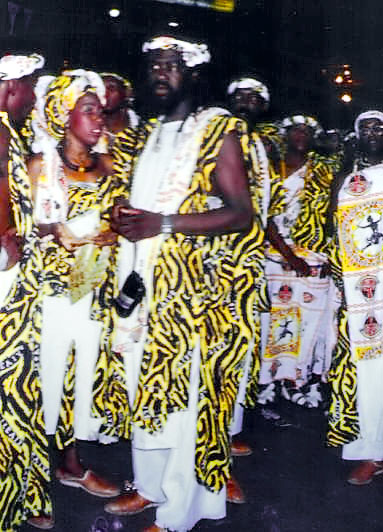
Członkowie bloco afro Ilê Aiyê podczas karnawału

Karnawał w Bahii uchodzi za jeden z bardziej żywiołowych karnawałów ulicznych w Brazylii. Biali uczestnicy z klasy średniej i wyższej zrzeszają się w blocos de trio, członkami blocos afros jest ludność pochodzenia afrykańskiego, przeważnie z niższych warstw społecznych. Poszczególne stowarzyszenia w obu grupach mają do kilku tysięcy członków.
Aż do roku 1974 jedyną grupą reprezentującą kulturę afrobrazylijską podczas karnawału w Bahia byli Filhos de Gandhy („Synowie Gandhiego”). W momencie utworzenia Ilê Aiyê pojawił się pierwszy z blocos afros, które obok reprezentowania afrykańskiego dziedzictwa kulturowego i mentalności angażowały się politycznie w ideę równouprawnienia. Biali nie mogli być członkami tych stowarzyszeń. Kolejne pojawiały się w następnych latach i około roku 1980 miejscowy karnawał w całości został przejęty przez ludność rasy czarnej. Ważną rolę odegrała założona w 1979 roku grupa Olodum, dzięki której odżyło zainteresowanie muzyką regionalną i afrykańską, z których wyłoniło się później samba-reggae.
Osobliwością Karnawału w Bahii są trios elétricos, muzyczne tria grające na wyposażonych w silne nagłośnienie (do 100 kW) ciągnikach siodłowych. Początkowo grały północnobrazylijską muzykę frevo, z wykorzystaniem gitary elektrycznej i cavaquinho, podłączonego do wzmacniacza. Z upływem czasu repertuar poszerzał się o kolejne style.

### Muzyka Północnego Wschodu (música nordestina)

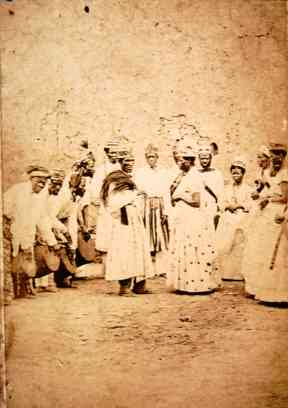
Fabularyzowany taniec congada był pierwowzorem maracatú. Oba przedstawiają koronację króla Konga, najpotężniejszego państwa afrykańskiego w średniowieczu oraz królowej. Para królewska na środku, po lewej bębniarze, po prawej tancerki dworskie. Zdjęcie z XIX w.

Terminu música nordestina (muzyka Północnego Wschodu) używa się do lokalnych stylów regionalnych stanów Alagoas, Ceará. Maranhão, Paraíba, Pernambuco, Piauí, Rio Grande do Norte i Sergipe (a więc wszystkich poza Bahią). Najważniejszym ośrodkiem jest stan Permanbuco i jego stolica Recife.
Podstawowym stylem muzycznym regionu jest maracatú, grany na bębnach alfaia, caixa i tarol, „przeszkadzajkach” chocalho i ganzá oraz dzwonku gonguê. Często pojawiają się też flety. Podobnie jak sambę w Rio de Janeiro maracatú gra się przede wszystkim w wielkich pochodach ulicznych. Styl charakteryzuje się wyraźnym synkopowaniem i głębokimi dźwiękami basowymi. Werbel alfaia jest produkowany w trzech różnych strojach, co pozwala na wygrywanie prostych melodii. Pochód przedstawia afrykańską ceremonię koronacyjną, a teksty pieśni nawiązują do afrykańskich tradycji. Muzyka jest silnie związana z kultem candomblé i xangô. Maracatú był znany już XVII wieku. Rozróżnia się trzy warianty tego tańca: maracatú de baque virado (miejski), maracatú rural (wiejski) oraz maracatú-caboclo (z wpływami indiańskimi).
Większość muzyki regionu opiera się na rytmie baião, a o przynależności do konkretnego stylu decyduje instrumentacja. Najważniejsze ze stylów to: forró, côco, ciranda i embolada.

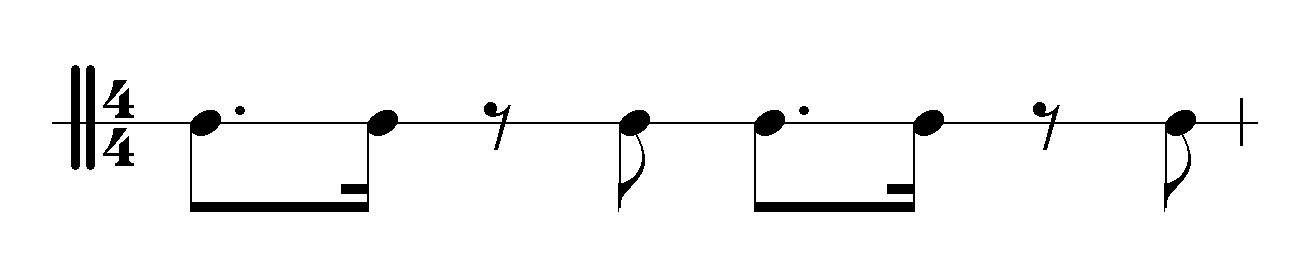

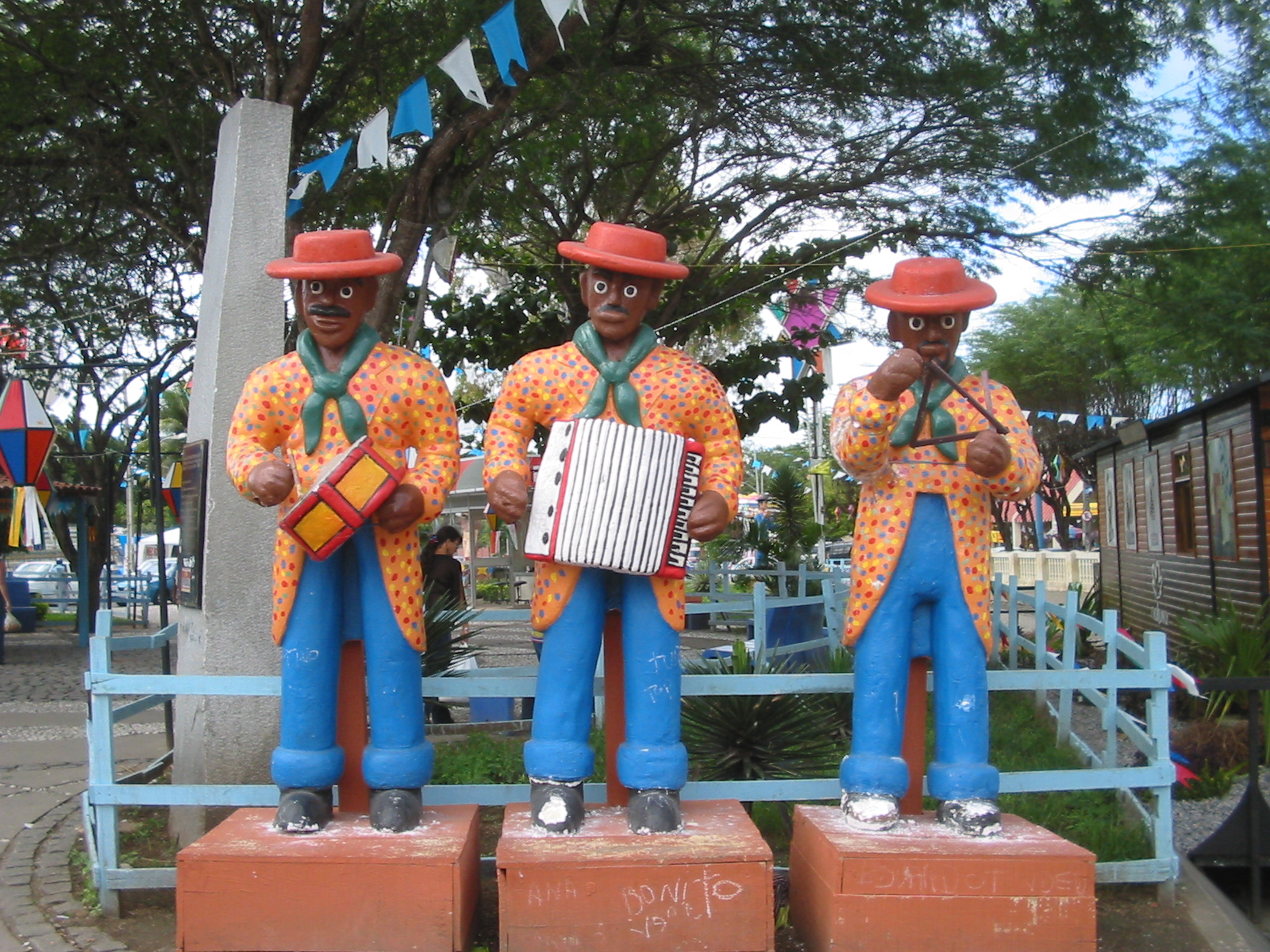
Rzeźba ludowa z Pernambuco przedstawiająca trio grające forró, instrumenty to zabumba, akordeon (sanfona) i trójkąt

Na instrumentarium forró składają się z reguły zabumba, rodzaj akordeonu sanfona, pandeiro i trójkąt. W drugiej połowie lat czterdziestych XX wieku Luiz Gonzaga, „Król Forro” wyprowadził forró z izolacji i spopularyzował je w Rio de Janeiro. Dopiero od tego momentu kultura muzyczna regionu północno-wschodniego została doceniona przez samych jego mieszkańców. Spośród licznych naśladowców Gonzagi najbardziej wyróżnił się Jackson do Pandeiro.
Stylem muzycznym opierającym się na instrumentach dętych jest frevo, który wywodzi się z muzyki marszowej sprzed 1900 roku. Orkiestry grają frevo podczas karnawału, a występom towarzyszą wymyślne tańce.
Pod koniec lat osiemdziesiątych XX wieku Północny Wschód został jednym z najprężniejszych muzycznie regionów kraju. Chico Science z zespołem Nação Zumbi łączył rytmy baião i maracatú z rapem, funkiem i innymi gatunkami muzyki nowoczesnej, co później zostało określone jako mangue beat. Po tragicznej śmierci Chico Science podczas karnawału w Recife w 1997 roku na pierwszy plan wysunął się Lenine. MPB z elementami regionalnymi reprezentuje m.in. Chico César.

#### Karnawał w Recife i Olindzie

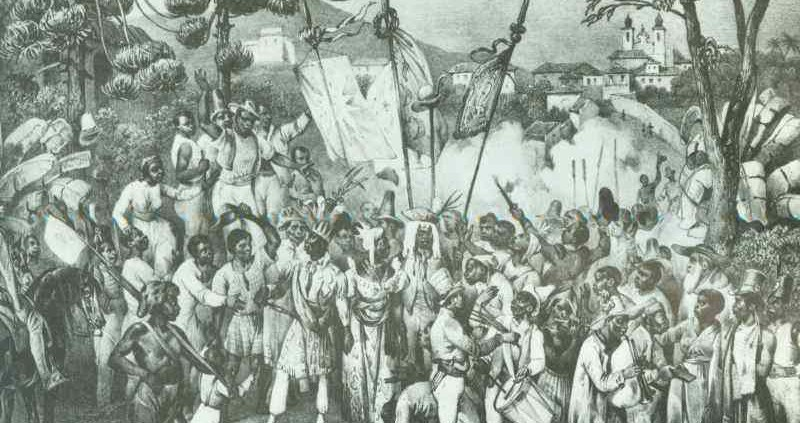
Moritz Rugendas: Congada, 1821. Congada przypomina pochody maracatú, które w okresie karnawałowym organizuje się w Recife, Olindzie i innych miastach Północnego Wschodu

Głównym ośrodkiem sztuki karnawałowej w stanie Pernambuco jest jego stolica Recife oraz Olinda. Od strony muzycznej karnawał w Pernambuco zalicza się do najbardziej zróżnicowanych w całej Brazylii. W utworach mieszają się wpływy maracatú de nação, wiejskiego maracatú rural, frevo, caboclinho, bumba-meu-boi i samby. Mniejsze grupy biorą udział w pochodzie w niedźwiedzich kostiumach (ursos), przez co przypominają średniowieczne wędrowne trupy teatralne, krążące wtedy po Europie. Występom towarzyszy akordeon i instrumenty strunowe.
W Recife grupy taneczno-muzyczne pochodu (agremiações) konkurują w licznych kategoriach, a werdykt wydaje jury. Prócz tradycyjnych blocos pojawiają się także, podobnie jak w Salvador da Bahia, trios elétricos, ale nie biorą one udziału w samym pochodzie.

### Amazonia
Bliskość Karaibów i państw Wyżyny Gujańskiej naznacza muzykę równikowej północy kraju. Lokalne rozgłośnie nadają głównie merengue, salsę i rumbę.
Charakterystyczne dla dorzecza Amazonki jest tańczone w kole carimbó. Nazwa pochodzi od bębna pochodzącego z Afryki, na którym gra się bezpośrednio dłońmi, podobnego do atabaque, ale produkowanego z wydrążonego pnia. Innymi tradycyjnymi instrumentami są ganzá, reco-reco, pandeiro oraz gitary i flety.
Istnieje kilka wariantów carimbó: carimbó praieiro na atlantyckim wybrzeżu Pary, carimbó pastoral na wyspie Marajó i carimbó rural na wykorzystywanych rolniczo terenach Dolnej Amazonii. Współcześnie carimbó jest grane często z wykorzystaniem wzmacniaczy elektrycznych.
Najsławniejszym wykonawcą carimbó jest Pinduca, nazywany także „Królem Carimbó”.
Swoje korzenie w carimbó ma lambada. Gatunek powstał w Belém w latach siedemdziesiątych XX wieku i zyskał popularność w roku 1989 nagraniami zespołu Kaoma. Oprócz carimbó lambada zawiera elementy forró, calango, samby, merengue i reggae.

### Muzyka z Sertão (música sertaneja)

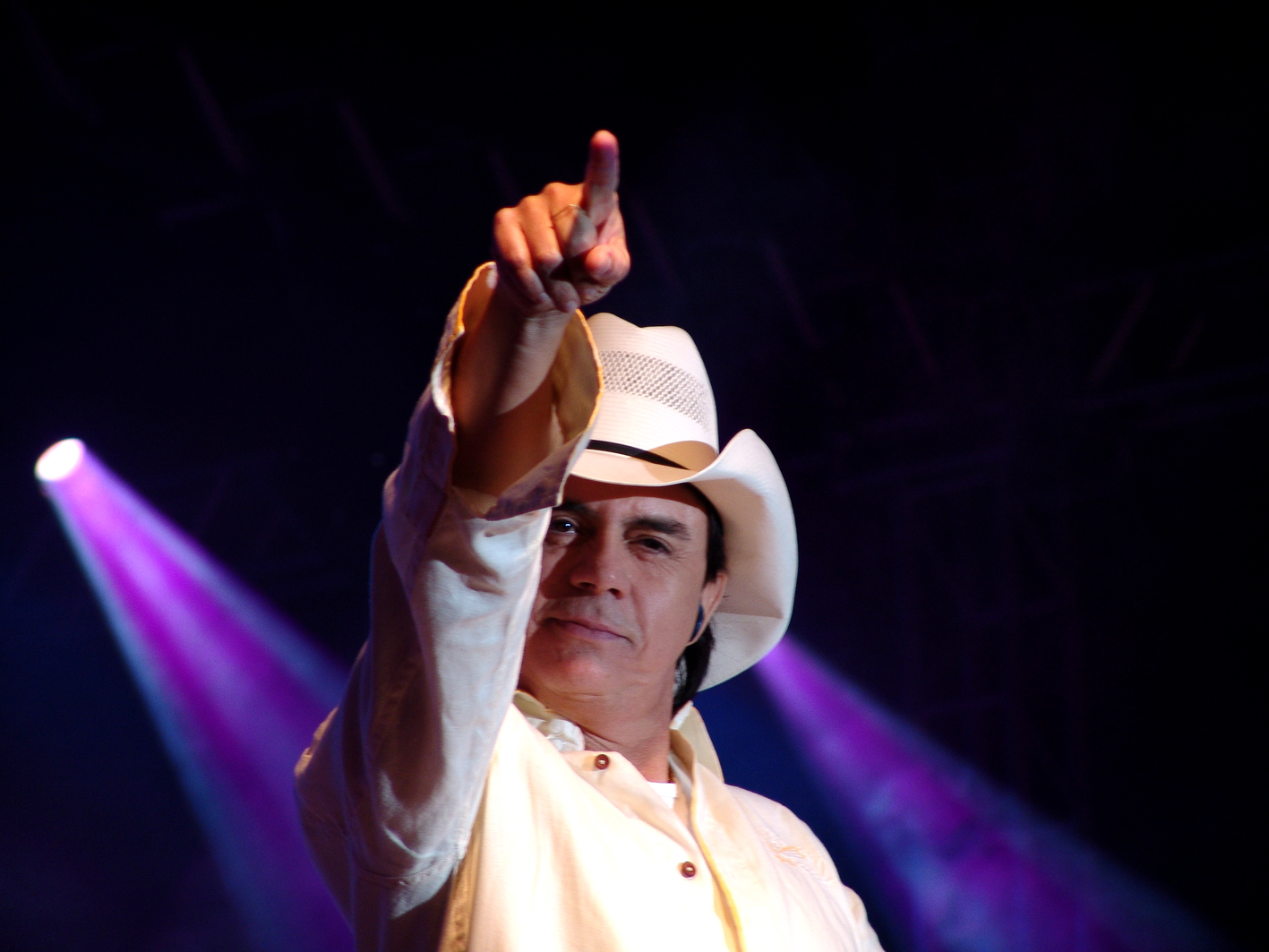
Piosenkarz Chitãozinho z duetu Chitãozinho e Xororó

Música sertaneja wywodzi się z Sertão, suchego i słabo rozwiniętego regionu w interiorze Brazylii. Biedna ludność z Sertão (seranejas) masowo uciekała do dużych miast, zwłaszcza São Paulo, nadal kultywując przy tym swoje tradycje muzyczne. Styl zyskał pewną popularność w innych częściach kraju, ale jest kojarzony głównie z São Paulo. Charakterystycznym elementem jest dwójka wokalistów akompaniujących sobie na dziesięciostrunowych gitarach (viola).
Przez krótki okres w latach trzydziestych XX wieku zapanowała moda na música sertaneja. W latach dziewięćdziesiątych media wykreowały na gwiazdy brazylijskiej wersji muzyki country wcześniej wyśmiewane duety (określano ich mianem duplas caipiras, co można swobodnie przetłumaczyć jako „duety buraków”), np. Leandro e Leonardo albo Chitãozinho e Xororó.

### Muzyka pasterzy gauczo (música gaúcha)

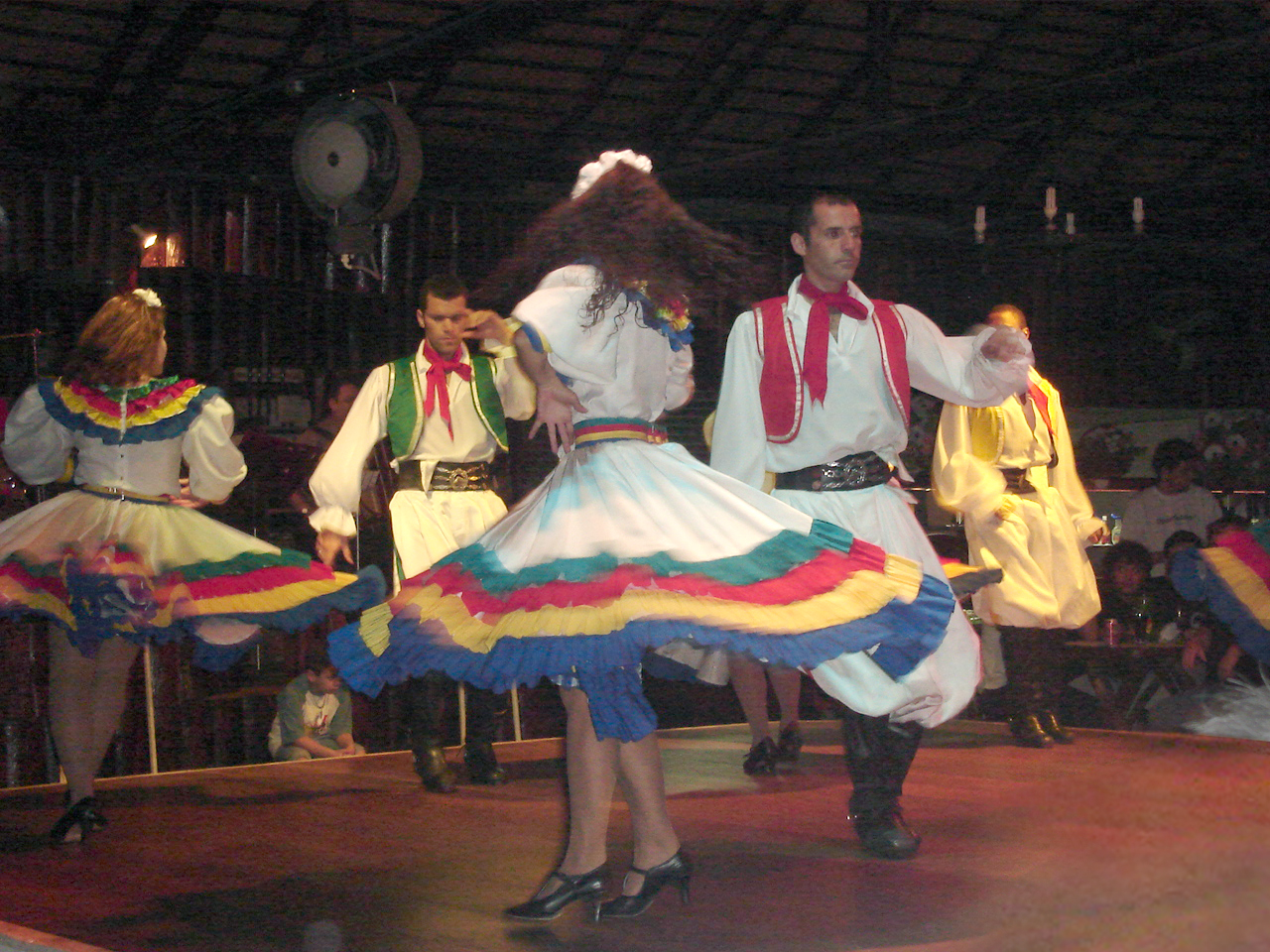
Taniec gaúchos w Porto Alegre

Rozwój podobny do musica sertaneja przeżyła muzyka pasterzy gauczo (música gaúcha). Początkowo była to wiejska muzyka pasterzy bydła na południu Brazylii, tzw. gaúchos, którzy podobnie jako gauczo w sąsiednich krajach – Argentynie, Urugwaju i Paragwaju wykształcili własną kulturę. Wpływ na ich muzykę wywierała tradycja krajów ościennych oraz Indian, którzy żyli w rezerwatach zorganizowanych przez jezuitów. Z czasem música gaúcha zyskała popularność także wśród mieszczan, ale nie wykroczyła poza granice regionu Rio Grande do Sul. W innych regionach jest praktycznie nieznana. Podstawowym instrumentem jest prosty akordeon zwany gaita.
Najpopularniejszymi wykonawcami gatunku są Renato Borghetti i Bebeto Alves, próbujący zbliżyć gatunek do MPB (música popular brasileira). Inni próbują raczej zbliżyć ją ku muzyce z Sertão (música sertaneja).

### Minas Gerais
W epoce kolonialnej bogate w złoto i diamenty Minas Gerais było gospodarczym i kulturalnym centrum kraju. W pełnych przepychu barokowych miastach, jak np. Ouro Preto powstały zalążki muzyki Brazylii w sensie artystycznym. Jest to powodem, dla którego typowa muzyka regionu wykazuje liczne wpływy chorału gregoriańskiego i muzyki kościelnej. Minas Gerais jest ojczyzną tańca ludowego calango.
Najsławniejszym reprezentantem regionu jest obecnie Milton Nascimento, który uchodzi również za granicą za jednego z najbardziej utalentowanych muzyków Brazylii.

## Style ponadregionalne: muzyka popularna (música popular brasileira– MPB)

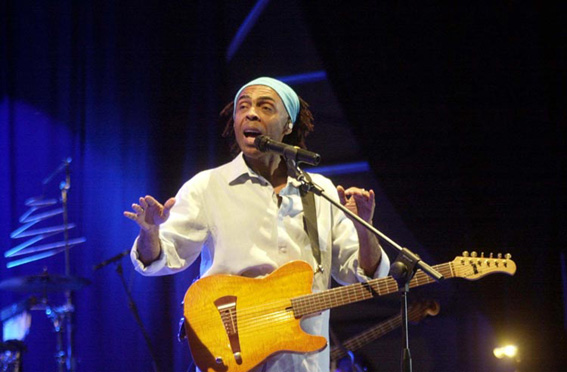
Gilberto Gil jest jednym z symboli MPB

W brazylijskim ujęciu música popular brasileira, często określana skrótem MPB oznacza każdy gatunek muzyki brazylijskiej, który nie zalicza się do muzyki poważnej (música erudita) ani nie ogranicza się do jednego regionu. W konsekwencji MPB obejmuje style od tradycyjnego muzyki ludowej aż po współczesną muzykę pop.
Od momentu pojawienia się określenia Música Popular Brasileira w późnych latach 60. XX wieku, MPB objęła również muzykę tworzoną przez Brazylijczyków, ale z wpływami północnoamerykańskimi, karaibskimi i europejskimi: bluesa, jazzu, reggae, rocka i pop.
Cechą charakterystyczną MPB jest promocja stylów regionalnych do rangi ogólnokrajowej. W latach 60. i 70. głównymi centrami były Rio de Janeiro i São Paulo. Wzrost liczby studiów nagraniowych, wydawców płyt, rozgłośni radiowych i znaczenia telewizji osłabił rolę tych miast. Wielu muzyków wywodzi się także z Salvadoru.
W przeciwieństwie do europejskiej i amerykańskiej muzyki pop MPB nie jest muzyką typowo młodzieżową, ale popularną we wszystkich grupach wiekowych. Sprzyja to ciągłości gatunku, a twórcy chętnie korzystają z wcześniejszych utworów aranżując je na nowo. Kompozytorzy i autorzy tekstów zyskują rozgłos w podobnym stopniu, jak wykonawcy piosenek. Piosenkarze Chico Buarque i Caetano Veloso uchodzą w Brazylii także za utalentowanych poetów. Muzyka jest często podporządkowana warstwie poetyckiej.

### Chôro

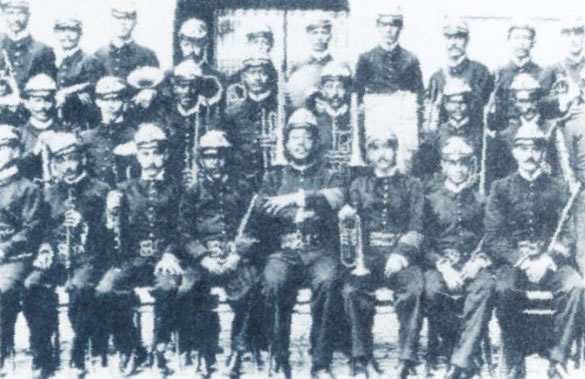
Słynna orkiestra dęta Banda de Bombeiros pod kierunkiem Anacleto de Medeiros, Rio de Janeiro, ok. 1896

Chôro, powstałe ok. 1870 w Rio de Janeiro, było pierwszym brazylijskim stylem muzycznym, który zyskał popularność w całym kraju dzięki wynalazkowi płyty gramofonowej. Chôro jest mieszanką popularnej europejskiej muzyki tanecznej: polki, walca, mazurków, kadryla z xote i muzyką afrobrazylijską, m.in. lundu. W zbliżonym okresie pojawiło się także tango brazylijskie (maxixe) – jeszcze przed tangiem argentyńskim, z którym wykazuje jedynie nieliczne podobieństwa, a wykonywane przez zespoły chôro. Po uzyskaniu niepodległości przez Brazylię w 1889 orkiestry wojskowe i dęte włączyły w swój repertuar ten gatunek. Największą popularność chôro zyskało w niższej klasie średniej, a okres rozkwitu przypada na lata 1870–1920, ale tradycja jest kultywowana do dziś.
Kompozycje chôro charakteryzują się stosunkowo szybkim tempem, melodyką i rytmiką zbliżoną do samby z licznymi improwizacjami na temat główny. Typowy zespół składał się z dwóch gitar, cavaquinho oraz fletu w roli instrumentu solowego. W późniejszym okresie pojawiły się także pandeiro i inne instrumenty perkusyjne, klarnet oraz mandolina (zwana bandolim). Od końca lat 50. XX wieku partie basowe wykonuje się najczęściej na gitarze siedmiostrunowej (violão de sete cordas). W muzyce poważnej kompozytorzy wykorzystywali chôro najczęściej w utworach fortepianowych, jak np. Heitor Villa-Lobos, Chiquinha Gonzaga. Znanymi przedstawicielami gatunku są Pixinguinha, Jacob do Bandolim, Ernesto Nazareth i Waldir Azevedo.

### Samba

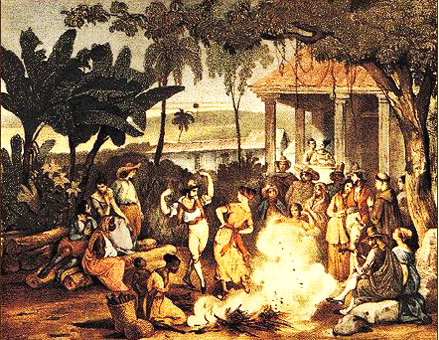
Moritz Rugendas: Lundú (1821). Lundu jest jednym z protoplastów samby.

W latach 20. XX wieku zespoły chôro straciły na znaczeniu na korzyść jazzbandów i małych orkiestr, które grały fokstrota, maxixe, marsze i sambę. W 1917 Banda Odeon jako pierwszy zespół nagrała sambę na płycie gramofonowej: „Pelo telefone” („Przez telefon”). Piosenka stała się hitem karnawału. Przełomowym dla popularności samby momentem okazało się włączenie się w nurt Pixinguinhi, znanego wcześniej jako wykonawca chôro.
Samba powstała jako melanż chôro z batuque, granym i tańczonym na przedmieściach Rio de Janeiro. Był to taniec brazylijski wywodzący się z tradycyjnych tańców czarnoskórej ludności Brazylii: jongo, pochodzącej z Angoli semby i lundú. Batuque tańczono przy akompaniamencie bębnów. Przypuszcza się, że nazwa „samba” pochodzi właśnie od semby.
W 1928 w Rio założono pierwszą szkołę samby „Deixa Falar” („Pozwól jej mówić”), a krótko potem Estação Primeira de Mangueira, najstarszą z istniejących do dziś w Brazylii. Muzyka stała się ważnym elementem kultury nizin społecznych Rio de Janeiro, w większości osób czarnoskórych. Ten rodzaj samby nazywano samba de morro, „samba ze wzgórz”, od położonych na wzgórzach faweli.
Samba utorowała sobie również drogę do kręgów mieszczańskich. Samba canção wyróżniała się melodyjnością, wolniejszym tempem i starannie pisanymi tekstami. Upowszechnienie się radia spopularyzowało sambę poza Rio de Janeiro, tak że w latach 30. XX wieku stała się muzyczną wizytówką kraju.
W 1939 roku Ary Barroso skomponował światowej sławy utwór „Aquarela do Brasil”, znany także pod skróconą nazwą „Brasil” i wykonywany przez niezliczonych artystów. W tym samym roku piosenkarka samby Carmen Miranda wyemigrowała do Stanów Zjednoczonych, stając się z czasem jedną z najlepiej opłacanych aktorek i piosenkarek w Hollywood.

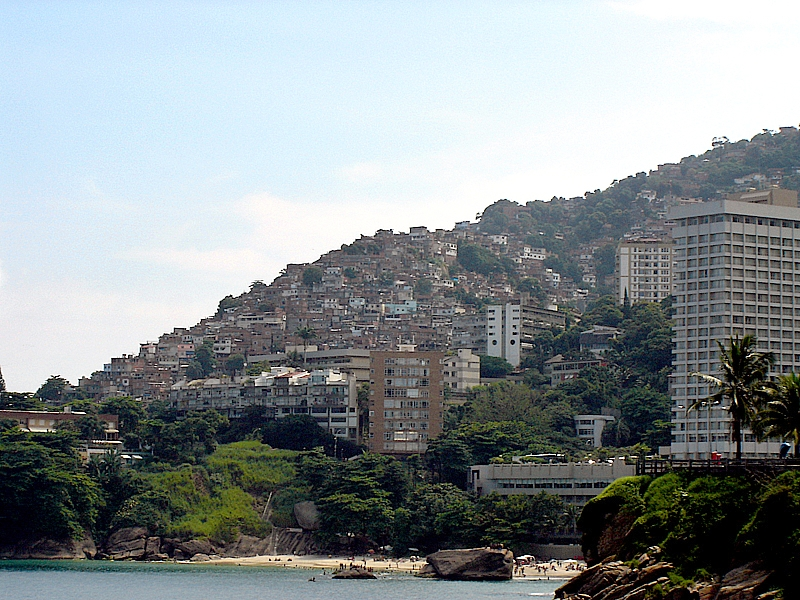
Fawela w Rio de Janeiro współcześnie. W latach 50. sambę niższych klas społecznych nazywano sambą do morro – sambą ze wzgórz.

Od lat 30. XX wieku samba rozwijała się w kilku kierunkach. W mniejszych zespołach gra się pagodę: partie bębnów basowych (surdos) gra się na werblach (surdo de mão) z towarzyszeniem pandeiro i tamburynu. Śpiewaną melodię podkreśla cavaquinho. Najstarszymi odmianami są samba de roda i samba de caboclo, obie grane na atabaque.
Współcześnie centrami samby miejskiej są oprócz Rio de Janeiro także São Paulo i Recife, czasami wyszydzane przez cariocas, mieszkańców Rio, którzy uważają się za „wynalazców” stylu. W samym Rio de Janeiro jest 40-50 dużych szkół samby, szczególnie aktywnych w okresie karnawałowym i prezentujących sambę enredo z kilkusetosobowymi grupami perkusyjnymi. W mniejszym składzie nazywa się tę odmianę samby batucada. Od dziesiątek lat instrumenty stroi się coraz wyżej, a sambę gra coraz szybciej.

### Bossa Nova

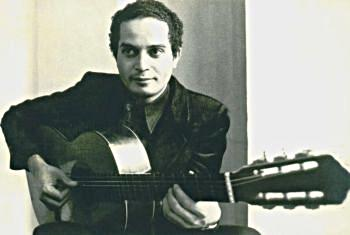
Gitarzysta i piosenkarz Baden Powell 1971. (zdjęcie: Philippe Baden Powell)

W późnych latach 50. XX wieku w sambę wkradały się coraz śmielej elementy bolera, fokstrota i cha-chy, przez co gatunek utracił swoje typowe cechy. Kryzys tradycyjnej samby zainicjował pojawienie się bossa novy. W odróżnieniu od samby ulicznej bossa nova była produktem klasy średniej. Prekursorem i pierwowzorem dla innych twórców był João Gilberto, wyróżniający się cichym śpiewem i specyficznym stylem gry na gitarze. Stonowany wokal przeciwstawiał się popularnemu w sambie końca lat 50. śpiewowi nawiązującemu do operetkowego bel canto.
Świat usłyszał o bossa novie wraz z pojawieniem się na ekranach filmu „Czarny Orfeusz” (Orfeu Negro), uhonorowanym w roku 1959 Oscarem i Złotą Palmą w Cannes. „Czarny Orfeusz” był adaptacją sztuki Viníciusa de Moraesa (pod tym samym tytułem), poety i uznanego autora tekstów samb. Vinícius de Moraes przeniósł starożytny mit o Orfeuszu w atmosferę karnawału w Rio de Janeiro. Muzykę do filmu skomponowali Antônio Carlos Jobim, znany także jako Tom Jobim oraz Luiz Bonfá. „A Felicidade” i „Manhã de Carnaval” ze ścieżki dźwiękowej stały się standardami bossa novy. Oprócz bossa novy przez film przewija się tradycyjna samba uliczna.
Duet autorski Vinícius de Moraes i Tom Jobim stworzył najbardziej rozpoznawalną bossa novę wszech czasów – „Garota de Ipanema”, znaną też pod angielskim tytułem „The Girl from Ipanema”. Dużą popularnością cieszyło się także „Mas que nada” Sérgio Mendesa, przypomniane w 2006 przez The Black Eyed Peas. Od wybuchu rewolucji kubańskiej w 1953 roku muzyka kubańska straciła na znaczeniu jako inspiracja muzyków amerykańskich na korzyść Brazylii, co zaowocowało pojawieniem się elementów bossa novy w północnoamerykańskim latin jazzie.
Bossa nova przeżywa swój renesans od lat 90. dzięki nowym interpretacjom, np. Bebel Gilberto i wykorzystaniu w muzyce współczesnej, szczególnie elektronicznej.

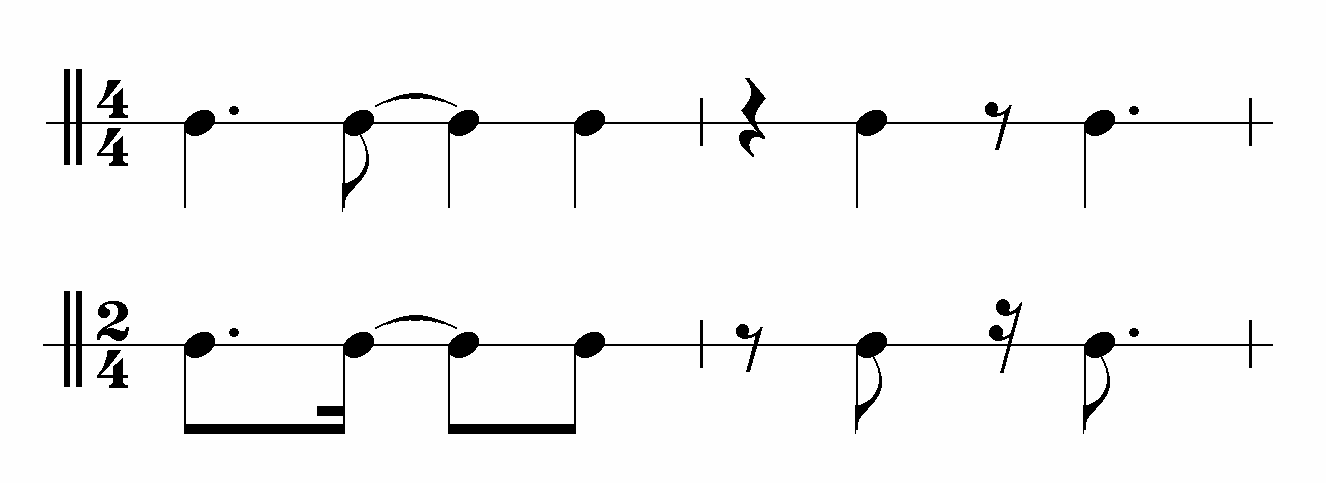

### Tropicália

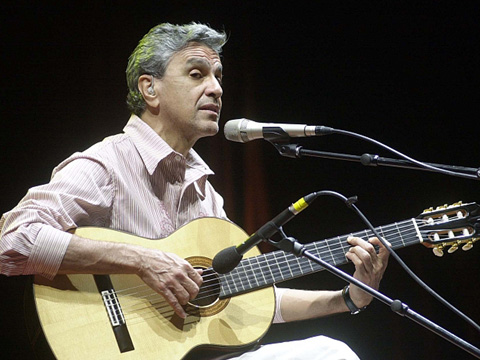
Piosenkarz Caetano Veloso

W krótkim okresie ok. 1968 muzykę brazylijską zdominował nowy nurt zw. tropikalizmem (tropicália, tropicalismo), z jednej strony nawiązujący do bossa novy i poszukający nowych form wyrazu, z drugiej zaangażowany politycznie przeciwko rządom junty wojskowej. Muzycy inspirowali się sformułowanym w 1928 przez poetę Oswalda de Andrade manifestem, w którym nawoływał do „kanibalizmu artystycznego” – wchłaniania wszystkich wpływów artystycznych z kraju i z zagranicy i ich scalania. Ta teoria funkcjonuje w muzyce brazylijskiej z powodzeniem do dziś.
Hymnem tropikalizmu została piosenka „Alegria, alegria” Caetano Veloso, przyjęta początkowo bez entuzjazmu w 1967, gdyż uznano ją za zbyt „niebrazylijską” i rockową. Najważniejszą spośród około dwudziestu płyt nurtu była programowa „Tropicália ou Panis et Circensis” („Tropicalia albo chleb i igrzyska”, 1968).
Duże festiwale, początkowo transmitowane bez cenzury i na żywo, zostały po niedługim zakazane, co wywołało burzliwą debatę publiczną. Kres stylu nadszedł wraz z rozpoczęciem prześladowań nieprawomyślnych muzyków przez reżim. Caetano Veloso spędził dwa miesiące w więzieniu, aresztowano także Gilberto Gila. Po zwolnieniu obydwaj zostali zmuszeni do emigracji i uzyskali azyl w Wielkiej Brytanii.

### Axé
Określenie „muzyka axé” jest w szerszym użyciu dopiero od wczesnych lat 90. XX wieku. Słowo axé pochodzi z języka joruba i oznacza w kulcie candomblé pozytywną energię. Gatunek opiera się na tradycyjnej muzyce Salvadoru de Bahia i jest bardzo podobny do sambareggae, ale włącza również elementy samby, afoxé, frevo, reggae, carimbó, merengue, salsy i soki. Axé reprezentują m.in. Ivete Sangalo, Daniela Mercury, Carlinhos Brown i jego zespoły Timbalada i Tribalistas. Najważniejszą różnicą w stosunku do tradycyjnej muzyki regionu jest częste wykorzystanie syntezatorów, inspirowane zapewne typowymi dla Bahii trio elétricos.

### Dub, drum’n’bass i muzyka elektroniczna

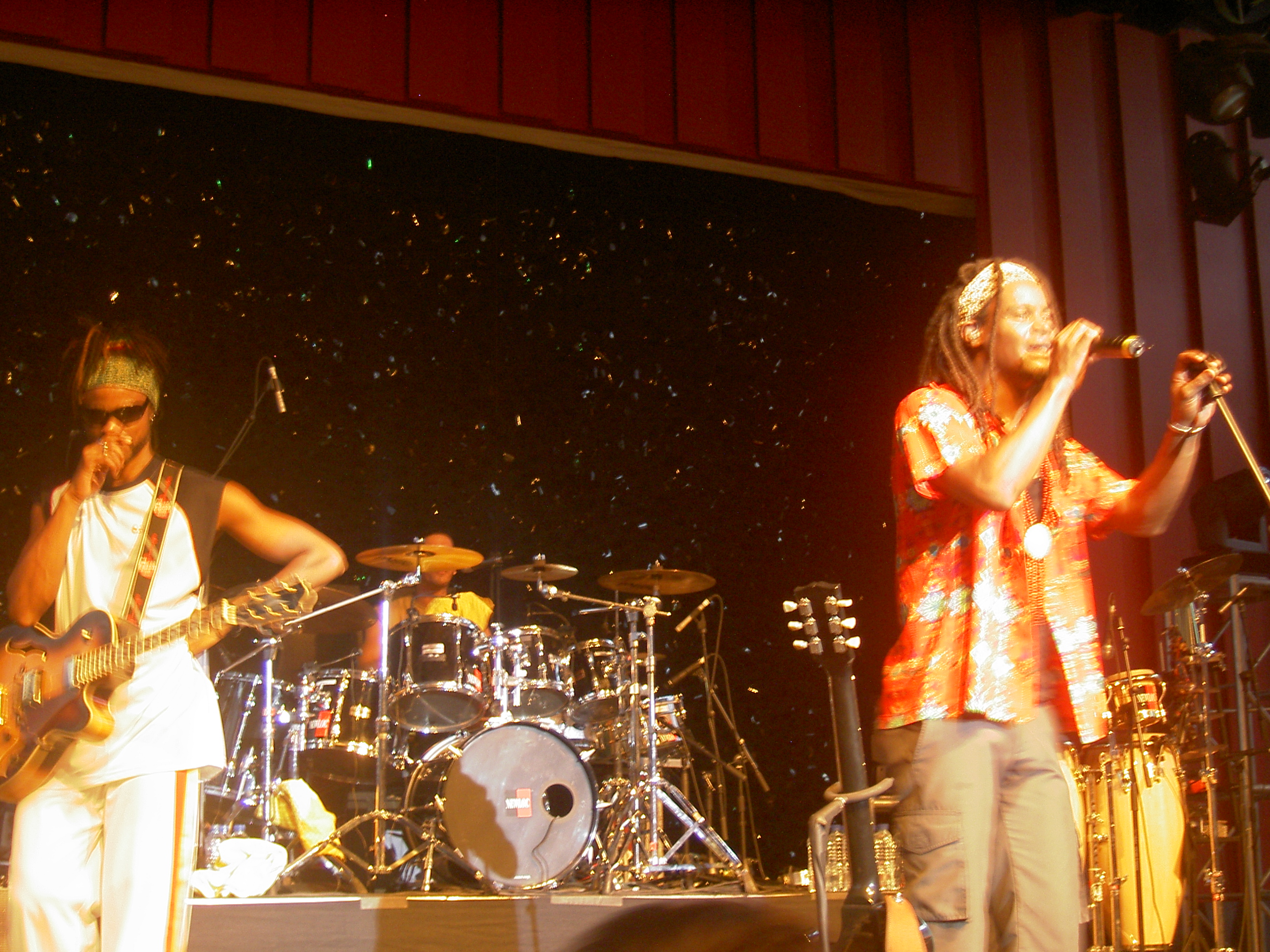
Cidade Negra, jeden z najpopularniejszych brazylijskich zespołów dubowych

Centrum kultury DJ-skiej i drum’n’bass jest São Paulo. W São Paulo występują m.in. DJ Marky i DJ Patife. Cidade Negra, znany zespół dubowy pochodzi z Rio de Janeiro. Nowe style muzyki elektronicznej chętnie czerpią z muzyki brazylijskiej, np. w nu jazzie.
Popularność poza granicami kraju zyskują także artyści tworzący w duchu new wave, synth popu i electro. Za przykłady mogą posłużyć Pitch Yarn Of Matter, Individual Industry, Morgue Mechanism i Aghast View.

### Funk i hip-hop
Wiele z nurtów muzycznych powstałych w latach 90. XX wieku, np. mangue beat i funkeado z Recife było silnie inspirowanych funkiem i rapem. Największą popularność zyskał Funk'N Lata z Rio, złożony z członków szkoły samby Mangueira i łączący funk i rap z sambą.
Wydany w 1989 album „Funk Brasil” DJ Marlboro jest uznawany za kamień węgielny rio funku (zwanego także baile funkiem, carioca funkiem albo favela funkiem), który wraz z brazylijską odmianą hip-hopu zyskał licznych fanów także poza Brazylią.
Rio funk często wyłącza się z MPB ze względu na gloryfikujące przemoc i seksistowskie teksty utworów (zdecydowanie ostrzejsze niż w gangsta rapie) oraz ograniczenie kręgu twórców do czarnoskórej młodzieży z fawel. Przekaz ideowy oraz liczne powiązania sceny rio-funkowej ze zorganizowaną przestępczością przyczyniły się do bojkotu gatunku przez większość stacji radiowych mimo jego popularności.

### Rock i pop

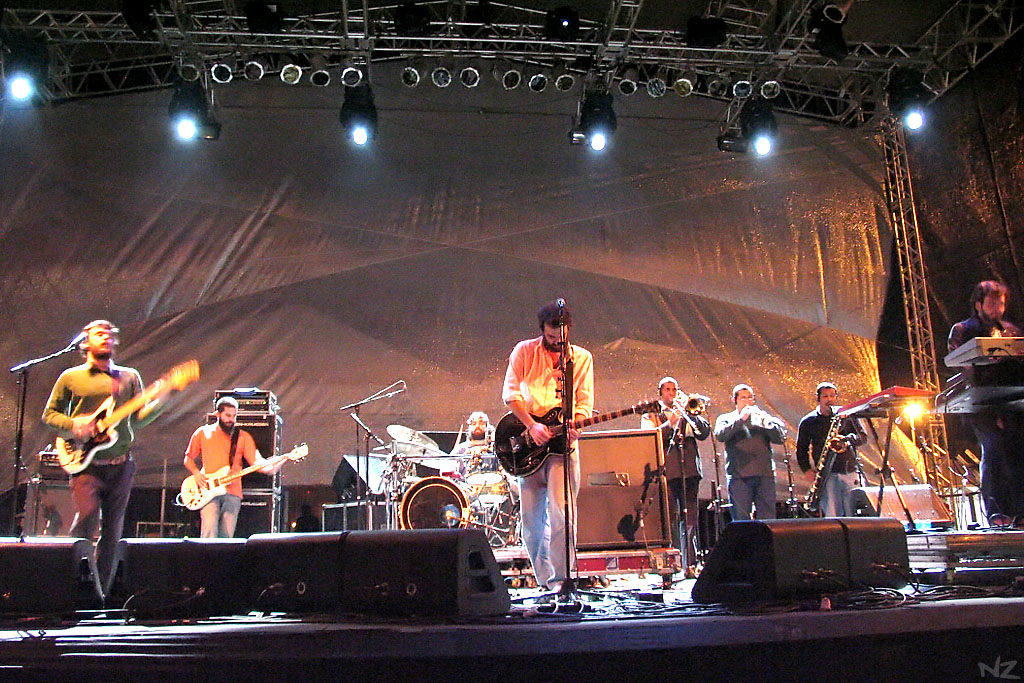
Los Hermanos – gwiazda rockowej sceny Brazylii

Rock należy w Brazylii do najpopularniejszych nurtów muzycznych i zalicza się go także do Música popular brasileira (MPB). Głównymi ośrodkami muzyki rockowej są São Paulo, Brasília i Belo Horizonte.
W połowie lat 60. XX wieku pojawiła się „młoda gwardia” (jovem guarda) z Roberto Carlosem na czele, który w latach 70. i 80. przodował w ilości sprzedanych płyt. Roberto Carlos zyskał popularność także w Europie, ale uznawano go raczej za przedstawiciela latin popu niż latin rocka.
W nurcie tropikalizmu (tropicália, patrz wyżej) około roku 1968 Os Mutantes byli najwybitniejszymi przedstawicielami rocka psychodelicznego z elementami muzyki Północnego Wschodu (música nordestina). Duży sukces odnieśli również Engenheiros do Hawaii, a zespół RPM był pierwszym zespołem rockowym, który w latach 80. sprzedał 2 miliony płyt.
Wśród muzyków wzorujących się na amerykańskim popie duże sukcesy odnosiła Elba Ramalho. Jednak symbolem współczesnej muzyki brazylijskiej jest spikerka, aktorka i piosenkarka Xuxa, śpiewająca po hiszpańsku i angielsku i znana na całym świecie. Największym przebojem okazała się piosenka Ilariê, długo okupująca pierwsze miejsce list przebojów w krajach Ameryki Łacińskiej.

### Punk i metal
Na fali entuzjazmu politycznego i kulturalnego na początku lat 80. w Brazylii zaistniał ruch punkowy. Jego zwolennicy co prawda odrzucali MPB, ale musica popular brasileira nie pozostała obojętna na stylistykę punkową. postpunkowy zespół Legião Urbana stał się jedną z najpopularniejszych grup w kraju, a Lenine, zaliczany do najbardziej znanych muzyków brazylijskich rozpoczął swoją karierę tworząc miejscową odmianę folk punku.
Od wczesnych lat 80. powstawały w Brazylii także zespoły hardrockowe, szczególnie pod wpływem wielkiego festiwalu Rock in Rio. Najwięcej fanów zyskały: thrashmetalowa Sepultura i wywodząca się z części członków Sepultury Soulfly. Death metal reprezentuje przede wszystkim Krisiun.

### Muzyka chrześcijańska
W latach 70. i 80. style muzyczne MPB pod wpływem muzyki chrześcijańskiej Ameryki Północnej znalazły oddźwięk w muzyce kościelnej i protestanckich nabożeństwach w Brazylii. Współcześnie znaczenie tzw. música evangélica jest marginalne, ale niektórzy twórcy, jak np. Guilherme Kerr albo Elomar Figueira de Mello próbują wprowadzać jej elementy do muzyki gospel czy lokalnych stylów muzycznych.
Napięcia wywołuje muzyka religii afrobrazylijskich: kościół katolicki traktuje ją toleracyjnie, a wyznania protestanckie odnoszą się do niej z dużą niechęcią.

## Jazz i muzyka instrumentalna:vanguarda
Muzyka instrumentalna, eksperymentalna muzyka popularna i jazz są określane w Brazylii mianem vanguarda. Granice między vanguardą a Música Popular Brasileira i współczesną muzyką poważną są trudne do określenia. Już chôros Pixinguinhi sytuowały się między muzyką poważną i muzyką współcześnie określaną jako MPB. Później wielu muzyków z nurtu bossa novy zyskało uznanie jako jazzmani, np. gitarzysta i piosenkarz Baden Powell.
Dobrą renomą cieszą się w świecie zwłaszcza perkusiści i gitarzyści. Airto Moreira, który wraz ze swoją żoną, Florą Purim przeprowadził się w 1968 do USA, został dziewięciokrotnie wybrany przez czasopismo jazzowe „Down Beat” perkusistą roku. Ten tytuł przypadł również dziewięć razy Nanie Vasconcelos, mieszkającemu w Brazylii i w Paryżu. Obaj występowali m.in. z multiinstrumentalistą Hermeto Pascoalem oraz pianistą, gitarzystą i kompozytorem Egberto Gismontim – wybitnymi brazylijskimi muzykami jazzowymi.
Pomimo dużych sukcesów brazylijskich instrumentalistów poza granicami Brazylii, vanguarda w kraju znajduje się w cieniu innych gatunków. W obrębie nurtu najpopularniejsza jest inspirowana tradycyjną muzyką brazylijską muzyka fusion.

## Muzyka poważna (música erudita)

### Początki muzyki poważnej w Brazylii

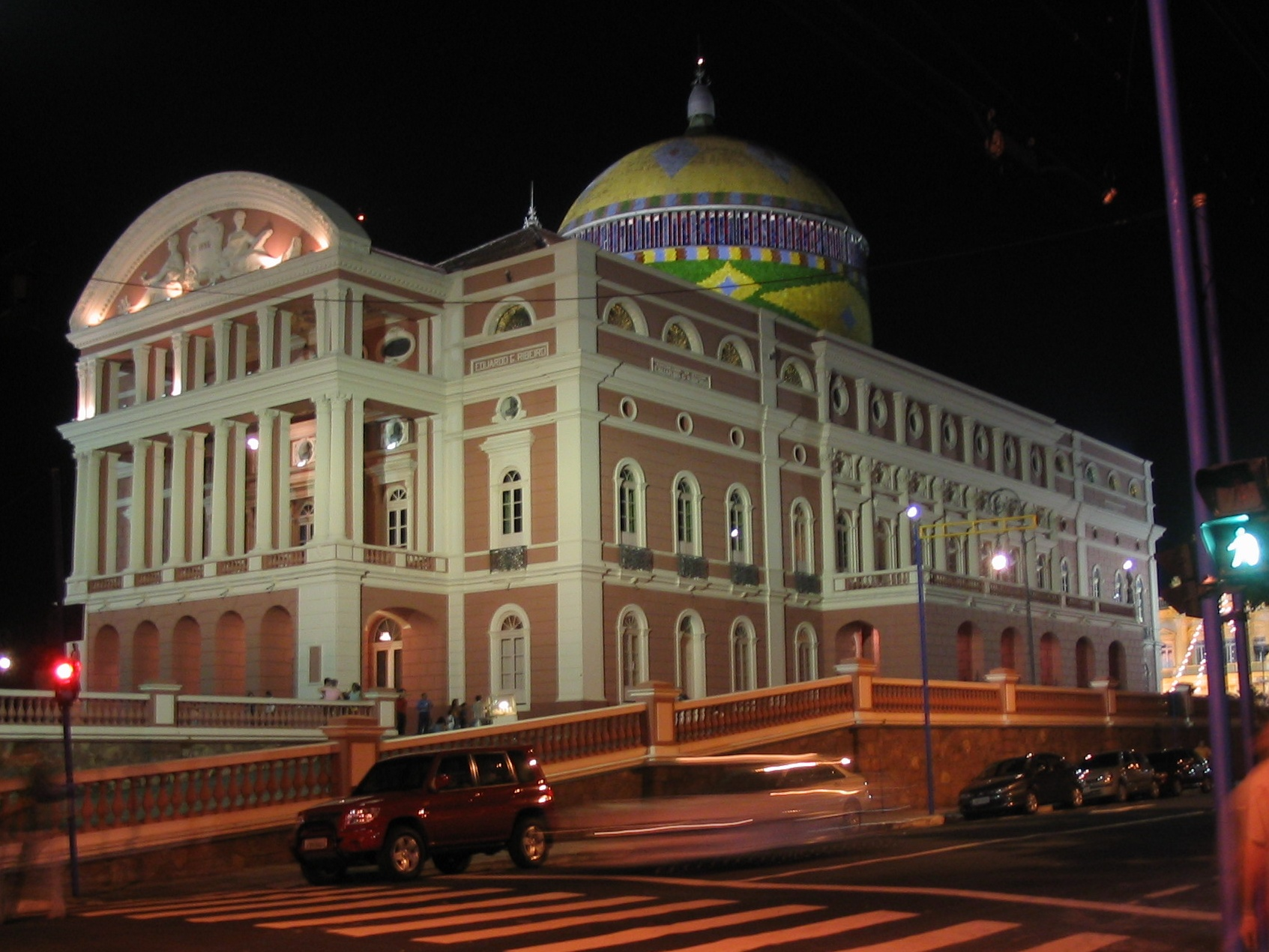
Opera Amazońska w Manaus została zbudowana w latach 1884-1896 w najbogatszym wówczas mieście świata

Muzyka poważna jest określana w Brazylii jako música erudita, „muzyka uczona”. Przez długi czas była ograniczona do muzyki kościelnej, a w epoce określanej jako barocco mineiro skupiała się w regionie Minas Gerais (od którego pochodzi nazwa) oraz w mniejszym stopniu w Rio de Janeiro. W latach 1760–1800 w Minas Gerais żyło niemal 1000 muzyków, wśród nich wielu wolnych Mulatów. Jednym z nich był José Maurício Nunes Garcia (1767-1830), którego twórczość obejmuje przede wszystkim muzykę kościelną, ale również muzykę świecką, tworzoną pod wpływem klasyków wiedeńskich.
Silnym impulsem rozwojowym dla muzyki brazylijskiej było przybycie w 1808 do Rio de Janeiro dworu portugalskiego w rezultacie wojen napoleońskich. Dwór zaangażował licznych lokalnych muzyków, ale przyciągał również artystów europejskich. Powrót króla do Lizbony w 1822 wywołał stagnację w rozwoju muzyki poważnej w Brazylii.
Od połowy XIX wieku życie muzyczne ponownie nabrało impetu wskutek wzmożonej imigracji z krajów europejskich. W latach 30. XIX wieku w Rio de Janeiro powstały liczne stowarzyszenia muzyczne oraz konserwatorium, a w większych miastach liczne teatry. Cztery z nich posiadały własne orkiestry. Opery europejskie, przede wszystkim włoskie, trafiały na afisz, szczególnie w stolicy – Rio, z niewielkim opóźnieniem w stosunku do premier na Starym Kontynencie. Pierwszą operą brazylijską była „Noc Świętojańska” („A Noite de São João”) Eliasa Álvaresa Lôbo, wystawiona w 1860. Opera „Guarani” („O Guarani”) Antônio Carlosa Gomesa została wystawiona w 1870 w mediolańskiej La Scali, a później także na innych scenach europejskich. Kolejne opery Gomesa także pojawiły się w repertuarze mediolańskim.
Na przełomie wieków brazylijscy kompozytorzy zwrócili się w stronę niemieckiej i francuskiej muzyki poważnej i na pierwszy plan wysunęła się muzyka kameralna i muzyka symfoniczna. Mimo to włoska opera cieszyła się niesłabnącym powodzeniem. Niemal wszyscy brazylijscy kompozytorzy kształcili się w Europie.

### Wpływ folkloru na estetykę muzyczną

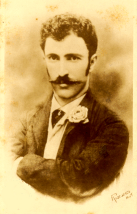
Alexandre Levy był prekursorem „romantycznego nacjonalizmu”

Alberto Nepomuceno (1864-1920) zapoczątkował w Brazylii wykorzystanie tradycyjnej muzyki ludowej jako źródła inspiracji w muzyce profesjonalnej. Jego rówieśnik, Alexandre Levy (1864-1892) napisał „Suitę brazylijską” – pierwsze dzieło muzyki poważnej zawierające nazwę „samba” w tytule jednej z części.
Najbardziej znanym brazylijskim kompozytorem był Heitor Villa-Lobos (1887-1959), jednocześnie zasłużony pedagog. Villa-Lobos, w przeciwieństwie do innych kompozytorów, nie studiował w Europie, a konserwatorium opuścił po kilku miesiącach. Już w młodości podróżował po całej Brazylii i zajmował się studiami nad muzyką ludową, która inspirowała całą jego późniejszą twórczość, np. 14 choros (1920–1929) i dziewięć „Bachianas Brasileiras” (1930-1945)

### „Nowa muzyka” (música nova)
Música nova, „nowa muzyka” była w Brazylii zawsze w cieniu nurtu narodowego w muzyce poważnej. Rozwój muzyki dodekafonicznej zapoczątkował dopiero Hans-Joachim Koellreutter (1915-2005), który w 1937 wyemigrował z Niemiec do Rio de Janeiro i przyczynił się do powstania nurtu música viva, „muzyki żywej”. Koellreutter wykładał kompozycję w licznych akademiach, w tym w założonej przez siebie „Escola da Música da Bahia”, która szybko stała się centrum muzyki awangardowej.
Spośród kompozytorów współczesnych największy rozgłos zyskał Marlos Nobre de Almeida (ur. 1939) z Recife, który próbuje połączyć nowoczesne formy z brazylijską kulturą popularną. Jorge Antunes (ur. 1942) z Rio de Janeiro był pierwszym Brazylijczykiem zajmującym się muzyką elektroniczną.
W dzisiejszych czasach muzyka poważna (música erudita) często miesza się z muzyką popularną (música popular), co często wynika z pragmatycznego podejścia twórców. Zainteresowanie muzyką poważną, a konsekwencji możliwości finansowania są w Brazylii stosunkowo niewielkie.

## Muzyka i polityka

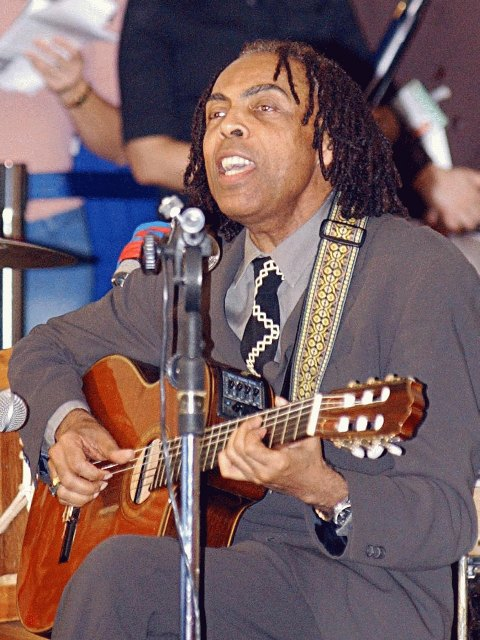
Gilberto Gil, wcześniej azylant polityczny, nie zrezygnował z występów nawet będąc ministrem

Nominacja Gilberto Gila, piosenkarza i emigranta politycznego za rządów junty na ministra edukacji w gabinecie Luiza Luli da Silva świadczy o randze muzyki w brazylijskim społeczeństwie. Gil był jednym z głównych aktywistów tzw. tropikalizmu (tropicalismo), nurtu muzycznego o ambicjach politycznych z czasów dyktatury wojskowej. Aresztowanie Gila i Caetano Veloso, a po zwolnieniu zmuszenie ich do emigracji zamknęło ten rozdział. Z kraju wyjechali również m.in. Geraldo Geraldo Vandré i Chico Buarque, przy czym ten ostatni powrócił już w 1970, by wydawać mimo problemów powodowanych przez cenzurę kolejne płyty. Szczególnie album Construção zyskał dużą popularność wśród przeciwników dyktatury. Gilberto Gil poruszał zaś problemy czarnoskórych mieszkańców Bahii.
Północnoamerykańskie ruchy zmierzające do równouprawnienia znalazły naśladowców w Brazylii. Muzyka w blocos afro od lat 70. XX wieku stanowiła jedną z form oporu przeciwko polityce społecznej i wzmacniała poczucie tożsamości kulturowej u czarnoskórej ludności. „Ilê Aiyê” z Salwadoru było najważniejszym z takich stowarzyszeń. Z czasem kultura afrobrazylijska została uznana za integralną część kultury brazylijskiej i polityczne znaczenie muzyki zmalało.